# Ehretia macrophylla
Ehretia macrophylla är en strävbladig växtart som beskrevs av Nathaniel Wallich. Ehretia macrophylla ingår i släktet Ehretia och familjen strävbladiga växter. Utöver nominatformen finns också underarten E. m. glabrescens.